# Права ЛГБТ на Гренаде
Лесбиянки, геи, бисексуалы и трансгендеры (ЛГБТ) на Гренаде сталкиваются с юридическими проблемами, которые отсутствуют у гетеросексуалов. Однополые сексуальные отношения законом не рассматриваются, но действует запрет на анальный секс, нарушение которого карается лишением свободы сроком до десяти лет. Закон Гренады не признает однополые браки и гражданские партнёрства.
Согласно статье 431-й Уголовного кодекса Гренады сексуальные отношения между мужчинами рассматриваются, как «противоестественное преступление» при условии совершения полового акта посредством анального проникновения. Такое преступление наказывается лишением свободы на срок до десяти лет. Уголовный кодекс не определяет «проникающий» предмет, под которым подразумевается мужской пенис. Преступление может быть совершено мужчиной с другим мужчиной или женщиной, но не может быть совершено двумя женщинами. Таким образом, закон Гренады запрещает анальный секс, а не отношения между гомосексуальными людьми. Однако на Южных Гренадинах, которые находятся в зависимости от Гренады, анальный секс разрешён.
В мае 2013 года президент Сената Гренады призвал остров пересмотреть запрет на анальный секс и сказал, что «быстро приближается день» для Гренады и других стран Карибского бассейна, в который они пересмотрят свои законы об однополых отношениях.
В Конституции Гренады 1973 года нет чёткого положения о равенстве между полами или защите частной жизни. Закон Гренады не рассматривает дискриминацию или домогательства по причине сексуальной ориентации или гендерной идентичности.